# ОШ „Вук Караџић” Нови Пазар
 ОШ „Вук Караџић” је основна школа која се налази на адреси  Генерала Живковића бб у Новом Пазару.

## Опште информације
Школа носи име по Вуку Стефановићу Караџићу, српском лингвисти, филологу, антропологу, књижевнику, преводиоцу и академику. Основана је 1986. године, а настава у њој се одвија на босанском и српском језику. Школска зграда је завршена и предата на употребу 1986. године, а званично отворена 19. децембра исте године.
Настава за ђаке од првог до четвртог разреда почела је 22. децембра 1986. године, а за старије од петог до осмог разреда, 2. фебруара 1987. године. Током прве године рада, школа је имала 27 одељења млађих разреда и 14 одељења старијих разреда. У млађим разредима, током прве године рада, наставу је похађао 941 ученик, а у старијим њих 483, док је наставни кадар чинио колектив од 52 радника.
Сва одељења и читав наставни кадар прешао је у ову школу из ОШ „Десанка Максимовић”, ОШ „Стефан Немања” и ОШ „Меша Селимовић”.